# Нюрнбергска битка
Нюрнбергската битка от 16 – 20 април 1945 година е сражение в Нюрнберг по време на Централноевропейската операция на Втората световна война.
При него сили на Съединените щати превземат град Нюрнберг в Германия, който има голямо символично значение за националсоциалистическия режим в страната. Въпреки численото си превъзходство, американците срещат упорита съпротива и в продължение на няколко дни водят тежки улични боеве, които нанасят тежки щети на града.